# Maximilien Gardel
Maximilien-Léopold-Philippe-Joseph Gardel (Mannheim, 18 dicembre 1741 – Parigi, 11 marzo 1787) è stato un ballerino e coreografo francese.

## Biografia
Maximilien Gardel nacque a Mannheim nel 1741, figlio di Claude Gardel, maestro di ballo presso la corte del re di Polonia Stanislao I; fu fratello maggiore di Pierre Gardel, di diciassette anni più giovane.
Dal 1755 studiò all'Académie Royale de Musique, dove fu allievo di Jean-Barthélemy Lany e dove fece il suo esordio sulle scene nel 1759. L'anno successivo riscosse il suo primo successo nel Dardanus di Jean-Philippe Rameau. Molto apprezzato per la tecnica raffinata e l'eleganza del portamento, Gardel si affermò come uno dei primi Danseur noble e fu storico rivale di Gaetano Vestris, con cui condivideva i ruoli da primo ballerino. Nel 1772 fece scalpore la sua decisione di danzare senza maschera né parrucca nel ruolo di Apollo nel Castor et Pollux di Rameau quando fu chiamato a sostituire Vestris: per quanto Novarre avesse già fatto qualcosa di simile, il gesto di Gardel consolidò la pratica e lo aiutò a distinguersi dagli altri ballerini della compagnia.
Nel 1773 divenne l'assistente Maître de Ballet di Vestris e nel 1781 lui e Jean Dauberval rimpiazzarono Novarre in veste di maestri di balletto della compagnia. Dove aver condiviso la direzione con Dauverval per due anni, Gardel fu il principale maître de ballet della compagnia dal 1783 alla morte nel 1787. In questa veste proseguì con le riforme intraprese da Noverre per innalzare la danza da elemento decorativo a vera e propria arte drammatica. Tra le sue coreografie del periodo si annoverano Ninette à la cour (1778), Mirza et Lindor (1779), La Rosière (1783), Le Premier Navigateur (1785) e Le Coq du village (1787), alcune delle quali continuarono ad essere portate in scena anche dopo la Rivoluzione francese. Alla sua morte fu il fratello Pierre a subentrargli come maestro di balletto dell'Académie Royale de Musique.